# スーパー・ダック
スーパー・ダック（Superior Duck）は、アメリカの映画会社・ワーナー・ブラザースの短編アニメである。ルーニー・テューンズ作品。

## 概要
この作品は、DCコミックスのスーパーマンが登場する。

## キャスト
| キャラクター             | 原語版                     | 現行吹き替え版 |
| ------------------------ | -------------------------- | -------------- |
| ダフィー・ダック         | フランク・ゴーシン         | 高木渉         |
| フォグホーン・レグホーン | フランク・ゴーシン         | 玄田哲章       |
| トゥイーティー           | エリック・ゴールドバーグ   | こおろぎさとみ |
| マービン・ザ・マーシャン | エリック・ゴールドバーグ   | 中多和宏       |
| ポーキー・ピッグ         | エリック・ゴールドバーグ   | 龍田直樹       |
| タズマニアン・デビル     | ジム・カミングス           | 麦人           |
| スーパーマン             | ジム・カミングス           | 玄田哲章       |
| ロードランナー           | ポール・ジュリアン         | 原語流用       |
| ナレーション             | サール・レイブンズクロフト | 中多和宏       |
| ナレーション             | -                          | 梅津秀行       |

## 映像ソフト化
- Superior Duck（VHS、1998）
- The Essential Daffy Duck（DVD、2011）
- Looney Tunes Platinum Collection: Volume 1（DVD、2011）